# Ronald Shaw
Ronald „Ron“ Shaw  (* 5. September 1929 in Tunstall (Stoke-on-Trent); † 2016) war ein britischer Physiker und Mathematiker, bekannt für seine unabhängige Einführung der Yang-Mills-Theorie 1954.

## Leben
Ronald Shaw ging in Stoke-on-Trent zur Schule und ging nach dem Wehrdienst (als Zahntechniker) 1947 bis 1949 an die Universität Cambridge, wo er unter anderem bei Hermann Bondi, Fred Hoyle, Paul Dirac, Besikowitsch und John Todd hörte. Ab 1952 forschte er unter Nicholas Kemmer (wie auch gleichzeitig John Polkinghorne und John C. Taylor) und ab 1954 unter Abdus Salam am Trinity College. 1955 wurde er bei Salam promoviert. Ab 1955 war er an der University of Hull,  wo er vom Assistant Lecturer zum Senior Lecturer aufstieg und 1989 einen Lehrstuhl in mathematischer Physik bekam. 1995 wurde er emeritiert. 1963 war er Gastwissenschaftler an der Technischen Universität Ankara.
Aus seiner ersten Ehe mit Marion Shaw ist seine Tochter Elizabeth hervorgegangen. Seine 1988 geschlossene Ehe mit Peak Yuen wurde 2012 geschieden.
Shaw befasste sich später vor allem mit Anwendungen der Gruppentheorie in der Elementarteilchen-Physik, aber auch mit Oktonionen, Clifford-Algebren und endlicher Geometrie. In seiner Dissertation 1954 bei Salam (The Problem of Particle Types and Other Contributions to the Theory of Elementary Particles, in Teil 3) führte er Yang-Mills-Felder ein, angeregt durch einen Aufsatz von Julian Schwinger, der eine abelsche Eichgruppe behandelte (die zweidimensionale Drehgruppe). Trotz des Drängens von Salam verzichtete er auf eine unabhängige Veröffentlichung, nachdem ihm Chen Ning Yang und Robert L. Mills 1954 zuvorgekommen waren. Ein Grund war, dass die Theorie masselose Vektor-Eichbosonen verlangte, die in der Natur nicht beobachtet wurden. Veröffentlicht wurde seine Arbeit erst später. Insbesondere Salam wies aber immer wieder auf die unabhängige Entdeckung durch Shaw hin.

## Schriften
- Linear Algebra and Group Representations, 2 Bände, Academic Press 1982/1983